# Whig Párt (Amerikai Egyesült Államok)
A Whig Párt egy politikai párt volt az Amerikai Egyesült Államokban 1833 és 1856 között. A pártot eredetileg Andrew Jackson elnök és a Demokrata Párt politikája ellen hozták létre. Alapvető irányelveik voltak a kongresszus hatalmának biztosítása az elnöki hatalom felett, a modernizáció és a gazdasági protekcionizmus.

## Története
A párt nevét az 1776-ban a függetlenségi háborúban a britek befolyása ellen harcoló tizenhárom észak-amerikai gyarmat katonáiról kapta, akik whigeknek nevezték magukat. A terminus akkoriban általánosan elterjedt volt az autokratikus vezetés ellen harcoló személyek körében. A párt vezére a kentuckyi Henry Clay, volt Abraham Lincoln politikai tanítómestere. Lincoln illinois-i whig politikus volt, de mire őt 1861-ben elnökké választották, az már a Republikánus Párt színeiben történt, hiszen a Whig Párt akkor már nem létezett.
A Whig Párt két alkalommal állíthatott elnököt az ország élére, 1841-ben William Henry Harrison, 1849-ben pedig Zachary Taylor személyében. Mindketten meghaltak még ciklusuk befejezése előtt, így alelnökük, Harrison után John Tyler, Taylor után pedig Millard Fillmore vette át a kormányzást.
A párt széthullását a rabszolgasággal kapcsolatos nézeteltérések okozták. A rabszolgaság-ellenes tábor sikeresen meggátolta az akkori elnök, Millard Fillmore ismételt jelölését az 1852-es választásokra. Helyette az esélytelennek tartott Winfield Scott tábornokot jelölte a párt, akit ellenfelei legyőzték a választáson. A vereség után a whigek vezetése meghasonlott. A végső csapást az 1854-es Kansas–Nebraska-törvény kongresszusi vitája jelentette, amelyben a párt két szárnya között az egyetértés teljes mértékben megbomlott. A pártból tömegesen léptek ki és alakítottak új formációkat. Lincoln szüneteltette párttagságát, majd átlépett a frissen megalakult Republikánus Pártba. Szavazóbázisuk átpártolt a Republikánus, a Know Nothing, a Free Soiler és a Demokrata Párthoz, valamint kisebb koalíciós pártokhoz. A Whig Párt eltűnt a politikai életből.

## Fordítás
- Ez a szócikk részben vagy egészben  a   Whig Party (United States) című angol Wikipédia-szócikk fordításán alapul.  Az eredeti cikk szerkesztőit annak laptörténete sorolja fel. Ez a jelzés csupán a megfogalmazás eredetét és a szerzői jogokat jelzi, nem szolgál a cikkben szereplő információk forrásmegjelöléseként.